# Co Prins
Jacobus Theodorus Wilhelmus Prins, noto come Co Prins (Amsterdam, 5 giugno 1938 – Anversa, 26 settembre 1987), è stato un calciatore e allenatore di calcio olandese, di ruolo attaccante.

## Biografia
Calciatore, ha giocato nei Paesi Bassi, Germania e Stati Uniti d'America. Nel 1981 partecipa al film statunitense Fuga per la vittoria, ove interpreta uno dei prigionieri alleati, Pieter van Beck. Muore per un attacco di cuore ad Anversa nel 1987.

## Carriera

### Club
Prins iniziò la sua carriera nell'Ajax. Con i lancieri vinse l'Eredivisie 1959-1960 e la coppa d'Olanda 1961.
Nel 1963 si trasferisce in Germania, per giocare con il Kaiserslautern. Con i diavoli rossi gioca due stagioni in Fußball-Bundesliga, ottenendo come miglior piazzamento il dodicesimo posto nella stagione 1963-1964, che tra l'altro fu il primo campionato tedesco a girone unico. Con i tedeschi Prins segnò la prima rete il 7 settembre 1963, nel pareggio esterno per 2 a 2 contro l'Hertha Berlino.
Nel 1965 Prins ritornò a giocare nell'Ajax, con cui vince altri due campionati olandesi nel 1965-1967 e 1966-1967 oltre ad un'altra coppa d'Olanda nel 1967.
Nel 1967 passa agli statunitensi del Pittsburgh Phantoms, società militante nella NPSL. Con i Phantoms si piazzerà al sesto ed ultimo posto della Eastern Division. Durante la stagione sarà chiamato a sostituire l'allenatore János Bédl, andando così a ricoprire l'incarico di allenatore-giocatore, compito da cui sarà sollevato all'arrivo dell'austriaco Joseph Gruber.
La stagione seguente Prins viene ingaggiato dai New York Generals, partecipando così alla prima edizione della NASL. Con il sodalizio newyorkese Prins giungerà al terzo posto della Atlantic Division.
Terminata l'esperienza americana, Prins torna a giocare in patria con il MVV Maastricht. Con il sodalizio di Maastricht Prins gioca per due anni, ottenendo come miglior piazzamento l'ottavo posto nella Eredivisie 1969-1970.
Nella stagione 1971-1972 gioca nel Vitesse, società con cui retrocede in cadetteria a causa dell'ultimo posto ottenuto.
Prins chiuderà la carriera agonistica nell'Helmond Sport.

### Nazionale
Prins vestì la maglia dei Paesi Bassi in dieci occasioni, segnando anche tre reti. Prins esordì in nazionale il 30 ottobre 1960 nell'amichevole esterna con la Cecoslovacchia persa per 4 a 0. L'ultima partita disputata fu durante le qualificazioni al campionato mondiale di calcio 1966 nel pareggio a reti bianche con la Svizzera

## Statistiche

### Cronologia presenze e reti in nazionale
| Cronologia completa delle presenze e delle reti in nazionale ― Paesi Bassi | Cronologia completa delle presenze e delle reti in nazionale ― Paesi Bassi | Cronologia completa delle presenze e delle reti in nazionale ― Paesi Bassi | Cronologia completa delle presenze e delle reti in nazionale ― Paesi Bassi | Cronologia completa delle presenze e delle reti in nazionale ― Paesi Bassi | Cronologia completa delle presenze e delle reti in nazionale ― Paesi Bassi | Cronologia completa delle presenze e delle reti in nazionale ― Paesi Bassi | Cronologia completa delle presenze e delle reti in nazionale ― Paesi Bassi |
| Data                                                                       | Città                                                                      | In casa                                                                    | Risultato                                                                  | Ospiti                                                                     | Competizione                                                               | Reti                                                                       | Note                                                                       |
| -------------------------------------------------------------------------- | -------------------------------------------------------------------------- | -------------------------------------------------------------------------- | -------------------------------------------------------------------------- | -------------------------------------------------------------------------- | -------------------------------------------------------------------------- | -------------------------------------------------------------------------- | -------------------------------------------------------------------------- |
| 30-10-1960                                                                 | Praga                                                                      | Cecoslovacchia                                                             | 4 – 0                                                                      | Paesi Bassi                                                                | Amichevole                                                                 | -                                                                          |                                                                            |
| 1-4-1962                                                                   | Anversa                                                                    | Belgio                                                                     | 3 – 1                                                                      | Paesi Bassi                                                                | Amichevole                                                                 | -                                                                          |                                                                            |
| 9-5-1962                                                                   | Rotterdam                                                                  | Paesi Bassi                                                                | 4 – 0                                                                      | Irlanda del Nord                                                           | Amichevole                                                                 | -                                                                          |                                                                            |
| 16-5-1962                                                                  | Oslo                                                                       | Norvegia                                                                   | 2 – 1                                                                      | Paesi Bassi                                                                | Amichevole                                                                 | -                                                                          |                                                                            |
| 5-9-1962                                                                   | Amsterdam                                                                  | Paesi Bassi                                                                | 8 – 0                                                                      | Antille Olandesi                                                           | Amichevole                                                                 | 2                                                                          |                                                                            |
| 26-9-1962                                                                  | Anversa                                                                    | Danimarca                                                                  | 4 – 1                                                                      | Paesi Bassi                                                                | Amichevole                                                                 | 1                                                                          |                                                                            |
| 14-10-1962                                                                 | Anversa                                                                    | Belgio                                                                     | 2 – 0                                                                      | Paesi Bassi                                                                | Amichevole                                                                 | -                                                                          |                                                                            |
| 11-11-1962                                                                 | Amsterdam                                                                  | Paesi Bassi                                                                | 3 – 1                                                                      | Svizzera                                                                   | Qual. Euro 1964                                                            | -                                                                          |                                                                            |
| 7-4-1965                                                                   | Rotterdam                                                                  | Paesi Bassi                                                                | 0 – 0                                                                      | Irlanda del Nord                                                           | Qual. Mondiale 1966                                                        | -                                                                          |                                                                            |
| 17-10-1965                                                                 | Amsterdam                                                                  | Paesi Bassi                                                                | 0 – 0                                                                      | Svizzera                                                                   | Qual. Mondiale 1966                                                        | -                                                                          |                                                                            |
| Totale                                                                     |                                                                            | Presenze                                                                   | 10                                                                         |                                                                            | Reti                                                                       | 3                                                                          |                                                                            |

## Palmarès

### Club

#### Competizioni nazionali
- Campionato olandese: 3

Ajax: 1959-1960, 1965-1966, 1966-1967
- Coppa dei Paesi Bassi: 2

Ajax: 1960-1961, 1966-1967

#### Competizioni internazionali
- Coppa Piano Karl Rappan: 1

Ajax: 1961-1962